# ریفیان
ریفیان (به ایتالیایی: Rifiano) یک کومونه در ایتالیا است که در تیرول جنوبی واقع شده‌است.

## خصوصیات
ریفیان ۳۵٫۸ کیلومترمربع مساحت و ۱٬۳۰۶ نفر جمعیت دارد و ۵۰۴ متر بالاتر از سطح دریا واقع شده‌است.